# 神明宮 (岡崎市大高味町)
神明宮（しんめいぐう）は、愛知県岡崎市大高味町字向田にある神社。大川神明宮ともいう。
創建は棟札から1703年（元禄13年）頃と推定される。祭神は天照大神。本殿は、桁行一間、梁間一間、切妻造、こけら葺き、神明造である。

## 大川神明宮の舞台
社殿に向き合って農村舞台が建っている。「豊楽座」と称した「大川神明宮の舞台」は1882年（明治15年）5月25日、棟梁杉本友吉によって建てられた。間口10.9メートル、奥行9.08メートル、高さ10.9メートルの入母屋造である。歌舞伎や芝居などの上演は1955年（昭和30年）に終了した。その後、1990年（平成2年）に復活公演が行われ、2002年（平成14年）には文楽が上演された。
同舞台は1976年（昭和51年）11月1日、愛知県の有形民俗文化財に指定された。
- 舞台（正面）
- 舞台（裏側）